# Élections législatives de 1997 dans la Vendée
Les élections législatives françaises de 1997 se déroulent le 25 mai et le 1er juin. Dans le département de la Vendée, cinq députés sont à élire dans le cadre de cinq circonscriptions.

## Élus
| Circonscription | Député sortant                         | Parti | Parti    | Député élu ou réélu  | Parti | Parti    |
| --------------- | -------------------------------------- | ----- | -------- | -------------------- | ----- | -------- |
| 1re             | Jean-Luc Préel                         |       | UDF (AD) | Jean-Luc Préel       |       | UDF (AD) |
| 2e              | Léon Aimé suppléant de Philippe Mestre |       | UDF (AD) | Dominique Caillaud   |       | LDI      |
| 3e              | Louis Guédon                           |       | RPR      | Louis Guédon         |       | RPR      |
| 4e              | Philippe de Villiers                   |       | UDF (PR) | Philippe de Villiers |       | MPF      |
| 5e              | Joël Sarlot                            |       | UDF (PR) | Joël Sarlot          |       | UDF (PR) |

## Résultats

### Résultats à l'échelle du département
| Parti          | Parti                                    | Premier tour | Premier tour | Second tour | Second tour | Sièges |
| Parti          | Parti                                    | Voix         | %            | Voix        | %           | Sièges |
| -------------- | ---------------------------------------- | ------------ | ------------ | ----------- | ----------- | ------ |
|                | Union pour la démocratie française       | 54 177       | 20,67        | 57 852      | 21,61       | 2      |
|                | La Droite indépendante                   | 36 946       | 14,09        | 65 600      | 24,50       | 2      |
|                | Rassemblement pour la République         | 34 069       | 13,00        | 31 868      | 11,90       | 1      |
|                | Divers droite                            | 9 324        | 3,56         |             |             | 0      |
|                | Droite parlementaire                     | 134 516      | 51,31        | 155 320     | 58,01       | 5      |
|                |                                          |              |              |             |             |        |
|                | Parti socialiste                         | 60 261       | 22,99        | 95 309      | 35,60       | 0      |
|                | Les Verts                                | 20 313       | 7,75         | 17 103      | 6,39        | 0      |
|                | Parti communiste français                | 12 738       | 4,86         |             |             | 0      |
|                | Gauche plurielle                         | 93 312       | 35,59        | 112 412     | 41,99       | 0      |
|                |                                          |              |              |             |             |        |
|                | Front national                           | 25 328       | 9,66         |             |             | 0      |
|                | Divers écologiste dont LT-LNÉ, MÉI et GÉ | 7 118        | 2,72         | 0           |             |        |
|                | Divers dont PLN                          | 1 883        | 0,72         | 0           |             |        |
|                |                                          |              |              |             |             |        |
| Inscrits       | Inscrits                                 | 393 680      | 100,00       | 393 666     | 100,00      | 5      |
| Abstentions    | Abstentions                              | 110 535      | 28,08        | 108 110     | 27,46       |        |
| Votants        | Votants                                  | 283 145      | 71,92        | 285 556     | 72,54       |        |
| Blancs et nuls | Blancs et nuls                           | 20 988       | 7,41         | 17 824      | 6,24        |        |
| Exprimés       | Exprimés                                 | 262 157      | 92,59        | 267 732     | 93,76       |        |

### Résultats par circonscription

#### Première circonscription (La Roche-Nord - Challans)
| Candidat       | Candidat                     | Parti          | Premier tour | Premier tour | Second tour | Second tour |  |
| Candidat       | Candidat                     | Parti          | Voix         | %            | Voix        | %           |  |
| -------------- | ---------------------------- | -------------- | ------------ | ------------ | ----------- | ----------- |  |
|                | Jean-Luc Préel sortant réélu | UDF (AD)       | 22 693       | 43,99        | 30 049      | 57,12       |  |
|                | Gilles Bourmaud              | PS             | 15 153       | 29,37        | 22 557      | 42,88       |  |
|                | Jack-Olivier Brayet          | FN             | 4 664        | 9,04         |             |             |  |
|                | Jean-François Martineau      | GÉ             | 3 210        | 6,22         |             |             |  |
|                | Juliette Gilles              | Divers droite  | 2 881        | 5,58         |             |             |  |
|                | Bertrand Lavigne             | PCF            | 2 496        | 4,84         |             |             |  |
|                | Jean-François Monnet         | PLN            | 490          | 0,95         |             |             |  |
|                |                              |                |              |              |             |             |  |
| Inscrits       | Inscrits                     | Inscrits       | 79 617       | 100,00       | 79 614      | 100,00      |  |
| Abstentions    | Abstentions                  | Abstentions    | 23 135       | 29,06        | 23 241      | 29,19       |  |
| Votants        | Votants                      | Votants        | 56 482       | 70,94        | 56 373      | 70,81       |  |
| Blancs et nuls | Blancs et nuls               | Blancs et nuls | 4 895        | 8,67         | 3 767       | 6,68        |  |
| Exprimés       | Exprimés                     | Exprimés       | 51 587       | 91,33        | 52 606      | 93,32       |  |

#### Deuxième circonscription (La Roche-Sud - Chantonnay)
| Candidat       | Candidat               | Parti          | Premier tour | Premier tour | Second tour | Second tour |  |
| Candidat       | Candidat               | Parti          | Voix         | %            | Voix        | %           |  |
| -------------- | ---------------------- | -------------- | ------------ | ------------ | ----------- | ----------- |  |
|                | Josiane Migeon         | PS             | 12 708       | 25,28        | 23 535      | 45,08       |  |
|                | Dominique Caillaud élu | LDI            | 10 386       | 20,66        | 28 669      | 54,92       |  |
|                | Bernard Suaud          | UDF (AD)       | 10 127       | 20,15        | Retrait     | Retrait     |  |
|                | Raoul Mestre           | Divers droite  | 4 637        | 9,22         |             |             |  |
|                | Guillaume Vouzellaud   | FN             | 4 517        | 8,99         |             |             |  |
|                | Annick Tarot           | Les Verts      | 3 681        | 7,32         |             |             |  |
|                | Jean-Claude Martineau  | PCF            | 2 965        | 5,9          |             |             |  |
|                | Yvonne Péon            | LT-LNÉ         | 1 046        | 2,08         |             |             |  |
|                | Jacques Jubiniaux      | PLN            | 201          | 0,4          |             |             |  |
|                |                        |                |              |              |             |             |  |
| Inscrits       | Inscrits               | Inscrits       | 75 479       | 100,00       | 75 473      | 100,00      |  |
| Abstentions    | Abstentions            | Abstentions    | 20 941       | 27,74        | 19 635      | 26,02       |  |
| Votants        | Votants                | Votants        | 54 538       | 72,26        | 55 838      | 73,98       |  |
| Blancs et nuls | Blancs et nuls         | Blancs et nuls | 4 270        | 7,83         | 3 634       | 6,51        |  |
| Exprimés       | Exprimés               | Exprimés       | 50 268       | 92,17        | 52 204      | 93,49       |  |

#### Troisième circonscription (Les Sables-d'Olonne)
| Candidat       | Candidat                   | Parti          | Premier tour | Premier tour | Second tour | Second tour |  |
| Candidat       | Candidat                   | Parti          | Voix         | %            | Voix        | %           |  |
| -------------- | -------------------------- | -------------- | ------------ | ------------ | ----------- | ----------- |  |
|                | Louis Guédon sortant réélu | RPR            | 23 604       | 43,31        | 31 868      | 57,16       |  |
|                | Jacques Fraisse            | PS             | 15 141       | 27,78        | 23 887      | 42,84       |  |
|                | Paul Petitdidier           | FN             | 7 851        | 14,41        |             |             |  |
|                | Bernard Massuyeau          | Les Verts      | 2 632        | 4,83         |             |             |  |
|                | Yann Massonnet             | PCF            | 2 522        | 4,63         |             |             |  |
|                | Françoise Rondeau          | MÉI            | 1 555        | 2,85         |             |             |  |
|                | Guy Barrier                | IR             | 1 192        | 2,19         |             |             |  |
|                |                            |                |              |              |             |             |  |
| Inscrits       | Inscrits                   | Inscrits       | 86 255       | 100,00       | 86 256      | 100,00      |  |
| Abstentions    | Abstentions                | Abstentions    | 28 072       | 32,55        | 26 835      | 31,11       |  |
| Votants        | Votants                    | Votants        | 58 183       | 67,45        | 59 421      | 68,89       |  |
| Blancs et nuls | Blancs et nuls             | Blancs et nuls | 3 686        | 6,34         | 3 666       | 6,17        |  |
| Exprimés       | Exprimés                   | Exprimés       | 54 497       | 93,66        | 55 755      | 93,83       |  |

#### Quatrième circonscription (Les Herbiers)
| Candidat       | Candidat                 | Parti          | Premier tour | Premier tour | Second tour | Second tour |  |
| Candidat       | Candidat                 | Parti          | Voix         | %            | Voix        | %           |  |
| -------------- | ------------------------ | -------------- | ------------ | ------------ | ----------- | ----------- |  |
|                | Philippe de Villiers élu | LDI (MPF)      | 26 560       | 47,44        | 36 931      | 68,35       |  |
|                | Philippe Boursier        | Les Verts (PS) | 11 525       | 20,59        | 17 103      | 31,65       |  |
|                | Marcel Albert            | RPR            | 10 465       | 18,69        |             |             |  |
|                | Christian Proust         | FN             | 3 852        | 6,88         |             |             |  |
|                | Madeleine Lelièvre       | Divers droite  | 1 806        | 3,23         |             |             |  |
|                | Magali Burgaud           | PCF            | 1 775        | 3,17         |             |             |  |
|                |                          |                |              |              |             |             |  |
| Inscrits       | Inscrits                 | Inscrits       | 78 829       | 100,00       | 78 825      | 100,00      |  |
| Abstentions    | Abstentions              | Abstentions    | 18 427       | 23,38        | 20 915      | 26,53       |  |
| Votants        | Votants                  | Votants        | 60 402       | 76,62        | 57 910      | 73,47       |  |
| Blancs et nuls | Blancs et nuls           | Blancs et nuls | 4 419        | 7,32         | 3 876       | 6,69        |  |
| Exprimés       | Exprimés                 | Exprimés       | 55 983       | 92,68        | 54 034      | 93,31       |  |

#### Cinquième circonscription (Fontenay-le-Comte)
| Candidat       | Candidat                  | Parti          | Premier tour | Premier tour | Second tour | Second tour |  |
| Candidat       | Candidat                  | Parti          | Voix         | %            | Voix        | %           |  |
| -------------- | ------------------------- | -------------- | ------------ | ------------ | ----------- | ----------- |  |
|                | Joël Sarlot sortant réélu | UDF (PR)       | 21 357       | 42,87        | 27 803      | 52,33       |  |
|                | Jean-Claude Remaud        | PS             | 17 259       | 34,64        | 25 330      | 47,67       |  |
|                | Jean Chataigner           | FN             | 4 444        | 8,92         |             |             |  |
|                | Raymond Pingault          | PCF            | 2 980        | 5,98         |             |             |  |
|                | Franck Plazanet           | Les Verts      | 2 475        | 4,97         |             |             |  |
|                | Michel Sage               | MÉI            | 1 307        | 2,62         |             |             |  |
|                |                           |                |              |              |             |             |  |
| Inscrits       | Inscrits                  | Inscrits       | 73 500       | 100,00       | 73 498      | 100,00      |  |
| Abstentions    | Abstentions               | Abstentions    | 19 960       | 27,16        | 17 484      | 23,79       |  |
| Votants        | Votants                   | Votants        | 53 540       | 72,84        | 56 014      | 76,21       |  |
| Blancs et nuls | Blancs et nuls            | Blancs et nuls | 3 718        | 6,94         | 2 881       | 5,14        |  |
| Exprimés       | Exprimés                  | Exprimés       | 49 822       | 93,06        | 53 133      | 94,86       |  |